# 崔安潛
崔安潛（9世纪—898年6月22日），字進之（墓志作延之），唐朝将官，爵封清河郡公，参与对抗王仙芝和黄巢的农民军。

## 家世
崔安潜出自清河崔氏定著六房之一的乌水房。
- 高祖：崔融，中书舍人、国子司业、修国史，谥曰文
- 曾祖：崔翘，礼部尚书、东都留守，赠太子太傅，谥曰成
- 祖父：崔異，尚书水部员外郎、渠州刺史，赠太子太保
- 父亲：崔从，检校尚书右仆射兼扬州大都督府长史、御史大夫、充淮南节度使、封清河伯，赠太师，谥曰贞

- 兄：崔彥方
- 兄：崔慎由（唐宣宗時宰相）
- 兄：崔周恕
- 弟：崔彦冲[2]。

## 经历
唐宣宗大中三年（849年），崔安潜中进士，试秘书省校书郎，为盐铁巡官、巡察判官，授万年县尉，任职弘文馆，行殿中侍御史，补右史，充史馆修撰，改礼部员外郎，奏授河中节度判官、检校礼部郎中，赐绯鱼袋，又拜吏部员外郎，迁长安县令，拜司封郎中知制诰，一年后升尚书右丞，充弘文馆学士判院事，赐紫金鱼袋。
唐懿宗在位年间，出任江西观察使检校右散骑常侍兼御史大夫，征拜户部侍郎，又出为忠武军节度使，兼許州（忠武军军部）刺史，检校礼部尚书，兼御史大夫。转兵部尚书。
唐僖宗繼承父親唐懿宗之位而登基後，宦官田令孜用事，请以兄陈敬瑄为忠武军兵马使，崔安潜不许。
唐僖宗在位年间，唐朝農民起義蜂起。乾符三年八月（876年），在僖宗命令下，崔安潜派将领張自勉率军对抗王仙芝农民大军。乾符三年十二月，兵部侍郎郑畋上言称崔安潜威望过人，请以为行营都统，僖宗颇采纳。乾符四年三月（877年），忠武都将李可封戍边归来，至邠州，迫胁当地节度使，索要旧日所欠粮盐，留居四月，周边震惊。乾符四年七月，李可封回许州，崔安潜按问诛杀之。乾符四年八月，僖宗又命张自勉将七千军队交给忠武军大将張貫，让张贯去为讨伐王仙芝的都统宋威效力，而宋威一直鄙视张自勉。并诏崔安潜等遣还使者。乾符四年十月，宰相郑畋反对，指出王仙芝乱起以来，崔安潜首请会兵讨伐，把忠武军交给宋威会让崔安潜和忠武镇毫无防御。最后僖宗从郑畋议，命张自勉将四千军队交给宋威，张自勉得以率军三千返回忠武。
乾符五年三月（878年），崔安潜罢都统，归忠武军，黄巢农民军攻打郑、郏、襄城、阳翟，都被崔安潜所败。随后崔安潜被调任西川节度使及成都（西川军部）尹、安抚云南八国等使，加检校尚书右仆射。他试图根除前任高駢遗留下来的猖獗的腐败问题并修正高骈制定的欠妥的政令。他还试图加强军事训练，巩固西川的防御力量。
崔安潜为忠武、西川节度使时，幕府有刘崇望兄弟四人。后崔安潜为吏部尚书，刘崇望以员外郎判南曹。
乾符五年十二月，不时和唐朝开战的南诏以宰相给唐朝宰相官署写信的方式讲和。宰相们没有直接回应，而是让崔安潜以他自己的名义予以回复。
乾符六年四月（879年），又以鼓励盗贼互相举报的方式使得镇中无盗贼。又因蜀兵怯弱，奏遣大将赍牒去陈、许诸州募壮士，与蜀人一起训练为用，得三千人，分为三军，也学忠武军黄头军戴黄帽，也号黄头军；又奏乞求洪州弩手，教蜀人用弩射走丸，选得千人，号神机弩营。蜀兵从此更强。
广明元年五月（880年），上表支持礼部侍郎崔澹等议，反对与南诏和亲，并请求募兵，十户一保，发山东锐兵六千戍诸州，只要五年就能让南诏为奴。僖宗手诏问和亲事，崔安潜答不可对南诏示怯。然而，崔安潜试图矫正高骈遗留问题的行动得罪了高骈的盟友宰相盧攜，并遭到盧攜的诬陷。
八月，崔安潜因此罢官，担任荣誉职位太子宾客（当时并无皇太子）、分司东都洛阳。
十二月（880年），黄巢农民大军攻陷都城长安，自称大齐皇帝，僖宗逃往成都。崔安潜随驾，改任太子少师。僖宗起崔安潜为检校右仆射。
广明二年正月（881年），讨伐黄巢的名义都统高骈无所动作，宰相王铎自荐取代高骈，崔安潜也上表请求为副帅，王铎也表崔安潜为副。僖宗答应了，七月，任王铎为京城四面诸道行营兵马都统，时任太子太师崔安潜为副都统。崔安潜兼领租庸，署孙偓为判官，奏为御史中丞。
二年五月（881年），高骈愤怒地写了一篇无礼的表章上表僖宗，弹劾王铎是个败将、崔安潜贪污腐败，而僖宗则让郑畋作书严厉地回复了他。
中和二年（882年），征拜刑部尚书，不久检校司空同平章事，充大明宫留守。
中和三年正月（883年），王铎和崔安潜都被解职，崔安潜改任东都留守。
光启二年（886年），军阀静难节度使朱玫意欲另立宗室襄王李熅为帝，四月，当时在河中的崔安潜和其他河中官员一同上笺贺李煴受册为权监军国事。但十二月李熅和朱玫被杀后，崔安潜似乎并未遭到清算，还被迁右仆射并入觐行在，授忠武军、义成军两镇节度使、诸道租庸、关东宣谕制置等使、检校司徒、门下侍郎同平章事，后又守左仆射兼凤翔尹，又加检校司徒同平章事，不久又拜左仆射，改太子太傅，迁御史大夫。

## 唐昭宗年间
僖宗弟唐昭宗龙纪元年（889年）十月，平卢节度使王敬武去世，部将大多支持其子王师范继任，但棣州刺史张蟾拒绝支持王师范。昭宗想在其中掌握主动权，任当时为特进、太子少师、博陵郡开国侯、食邑一千户的崔安潜为检校太傅、兼侍中、青州刺史、充平卢军节度观察、押新罗渤海两蕃等使。张蟾迎崔安潜入棣州，计划讨伐王师范。崔安潜辟左拾遗杨煚为支使。战事持续了一年多，期间大顺元年（890）三月宣武军节度使朱全忠上表称崔安潜等为缙绅名族，宜用为节度使，昭宗从之。但二年（891年）三月，王师范杀死了叛将盧弘，趁势攻打棣州。棣州陷落，王师范杀张蟾。崔安潜不敢入镇，逃归长安，复授太子少师。随后，昭宗征拜崔安潜检校司徒，又加太子太师，又拜左仆射。任王师范为平卢节度使。后昭宗出奔华州，崔安潜随驾，在华州去世。昭宗为之辍朝二日，赠太尉、开府仪同三司，谥貞孝。

## 子女
- 崔柅，字制之，太常卿，后梁工部尚书、西都留守副使[28]
- 崔舣，字济之，右拾遗，897年卒
- 崔伽护
- 崔氏，适前□□卢□
- 崔氏，适前进士李楹
- 崔氏，适监察御史郑骞[1]